# Vozvrashchenie
Vozvrashchenie é um filme de drama russo de 2003 dirigido e escrito por Andrey Zvyagintsev. Foi selecionado como representante da Rússia à edição do Oscar 2004, organizada pela Academia de Artes e Ciências Cinematográficas.

## Elenco
- Vladimir Garin - Andrei
- Ivan Dobronravov - Ivan (Vanya)
- Konstantin Lavronenko - pai
- Natalia Vdovina - mãe